# Angoumé
Angoumé är en kommun i departementet Landes i regionen Nouvelle-Aquitaine i sydvästra Frankrike. Kommunen ligger i kantonen Dax-Nord som tillhör arrondissementet Dax. År 2022 hade Angoumé 266 invånare.

## Befolkningsutveckling
Antalet invånare i kommunen Angoumé
Referens:INSEE